# Вайгельт, Иоганн
Иоганнес Вайгельт (нем. Johannes Weigelt; 1890—1948) — немецкий палеонтолог и геолог.

## Биография
Добровольцем участвовал в Первой мировой войне. В декабре 1917 года получил докторскую степень. С 1923 по 1928 год он проводил геологические изыскания в различных странах Европы, таких как Румыния и Швеция, а также в США. В 1933 вступил в НСДАП. Geiseltalmuseum (Музей геологической истории Центральной Германии) в Галле (Заале) был основан им в 1934 году. В 1932 году он стал вице-президентом Леопольдины, где считался руководителем НСДАП. С ноября 1936 года по январь 1945 года Иоганн был ректором Университета Галле и способствовал его преобразованию в соответствии с национал-социалистической идеологией. С 1939 года также был одним из редакторов журнала Der Biologe, который был передан Аненербе. Прошел денацификацию.
Состоял в Германской, Саксонской и Прусской академиях наук.

## Память
В его честь назван ископаемый вид нелетающих птиц Palaeotis weigelti.